# Борх, Мария Станиславовна
Графиня Мария Станиславовна фон Борх (псевд. Владимир Борх, в замужестве фон Глазенап; 14 января 1895, Троицкое, Смоленская губерния — 18 марта 1969, Мюнхен, ФРГ) — участница Первой мировой и Гражданской войны в России.

## Биография
Мария Станиславовна Борх родилась 14 января 1895 года в селе Троицкое Смоленской губернии. Она происходила из графского рода Борхов: отец — граф Станислав Эдуард фон Борх (1860—1937), мать — Надежда Николаевна Борх (урождённая Христофорович; 1867—1934). У неё было три старших брата: Александр (1890-1897), Георгий (1892-1920) и Николай (1893).
После начала Первой мировой войны Борх пошла в сестры милосердия. В 1916 году в мужском костюме и под мужским именем Владимир Борх она поступила добровольцем в один из латышских стрелковых батальонов. Её сослуживец Э. Кариус впоследствии вспоминал: «Должен сказать, что в форме невозможно было определить (мужская причёска, стройная фигура и все манеры), что под ней скрывается женщина. Говорила без ошибок в мужском роде. Всё это вырабатывалось временем и было совершенно естественно». Владимир Борх был награждён Георгиевской медалью IV степени за бои под Ригой. После тяжелой контузии его перевели в тыл.
В 1917 году Мария Борх, ведомая общественными правилами, обручилась с бароном Борисом Владимировичем Фридриксом.
После выздоровления, Мария, снова под именем и документам Владимир Борх, поступила в Гатчинскую военную авиационную школу, в которой участвовала в учебных полетах.
Во время Гражданской войны в звании старшего унтер-офицера Владимир Борх был зачислен в Северо-Западную армию. Он много раз становился секретным курьером в Финляндию и в Латвию для связи с отрядом князя Анатолия Ливена. Дослужился до звания фельдфебеля. Был в отряде полковника Александра Хомутова. В 1919 году в составе Танкового ударного батальона Владимир Борх принимал участие в наступлении на Петроград и взятии Волосова и Гатчины (операция «Белый меч»). После вступление в должность главнокомандующего Северо-Западной армией генерала Петра Владимировича фон Глазенапа Владимир Борх попросил оставить его в армии как вольноопределяющегося военнослужащего. Благодаря знанию нескольких языков он был назначен секретарём главнокомандующего.
В 1920 году эмигрировала в Германию. В 1921 году в Берлине она вышла замуж за Петра Владимировича фон Глазенапа. У них родилась дочь Татьяна (1925—1951). Мария Станиславовна предвосхитила моду Garçonne 1920-х годов. В 1969 году в Кёльне вышли её мемуары «Солдатка. Боевые приключения графини Б.», написанные на немецком языке.
|             |                           |           |               |               |               |        |        | Документ 1946 года |
| В молодости | Сестра милосердия. 1916 г | Как казак | Владимир Борх | Владимир Борх | Владимир Борх | 1930-е | 1930-е | Документ 1946 года |

## Награды
- Знак отличия ордена Святой Анны
- Георгиевская медаль IV степени[2]
- Крест «За верность и службу России» (1918—1920)[Комм. 1]